# Sainte-Croix-Hague
Sainte-Croix-Hague era una comuna francesa situada en el departamento de La Mancha, en la región de Normandía, que el 1 de enero de 2017 pasó a ser una comuna delegada de la comuna nueva de La Hague al fusionarse con las comunas de Acqueville, Auderville, Beaumont-Hague, Biville, Branville-Hague, Digulleville, Éculleville, Flottemanville-Hague, Gréville-Hague, Herqueville, Jobourg, Omonville-la-Petite, Omonville-la-Rogue, Saint-Germain-des-Vaux, Tonneville, Urville-Nacqueville, Vasteville y Vauville.

## Demografía
| Gráfica de evolución demográfica de Sainte-Croix-Hague entre 1800 y 2020 |
|                                                                          |

Los datos demográficos contemplados en este gráfico de la comuna de Sainte-Croix-Hague se han cogido de 1800 a 1999 de la página francesa EHESS/Cassini, y los demás datos de la página del INSEE.